# Bobcat Stadium (Texas State)
Bobcat Stadium es un estadio de fútbol americano ubicado en San Marcos, Texas, Estados Unidos. Fue inaugurado en 1981 y se amplió en 2011 – 2012 a su actual capacidad de 30 000 asientos. Ha sido la sede de los Texas State Bobcats, de la Universidad Estatal de Texas, desde 1981. En noviembre de 2003, fue renombrado en honor del exentrenador y director de atletismo Jim Wacker.

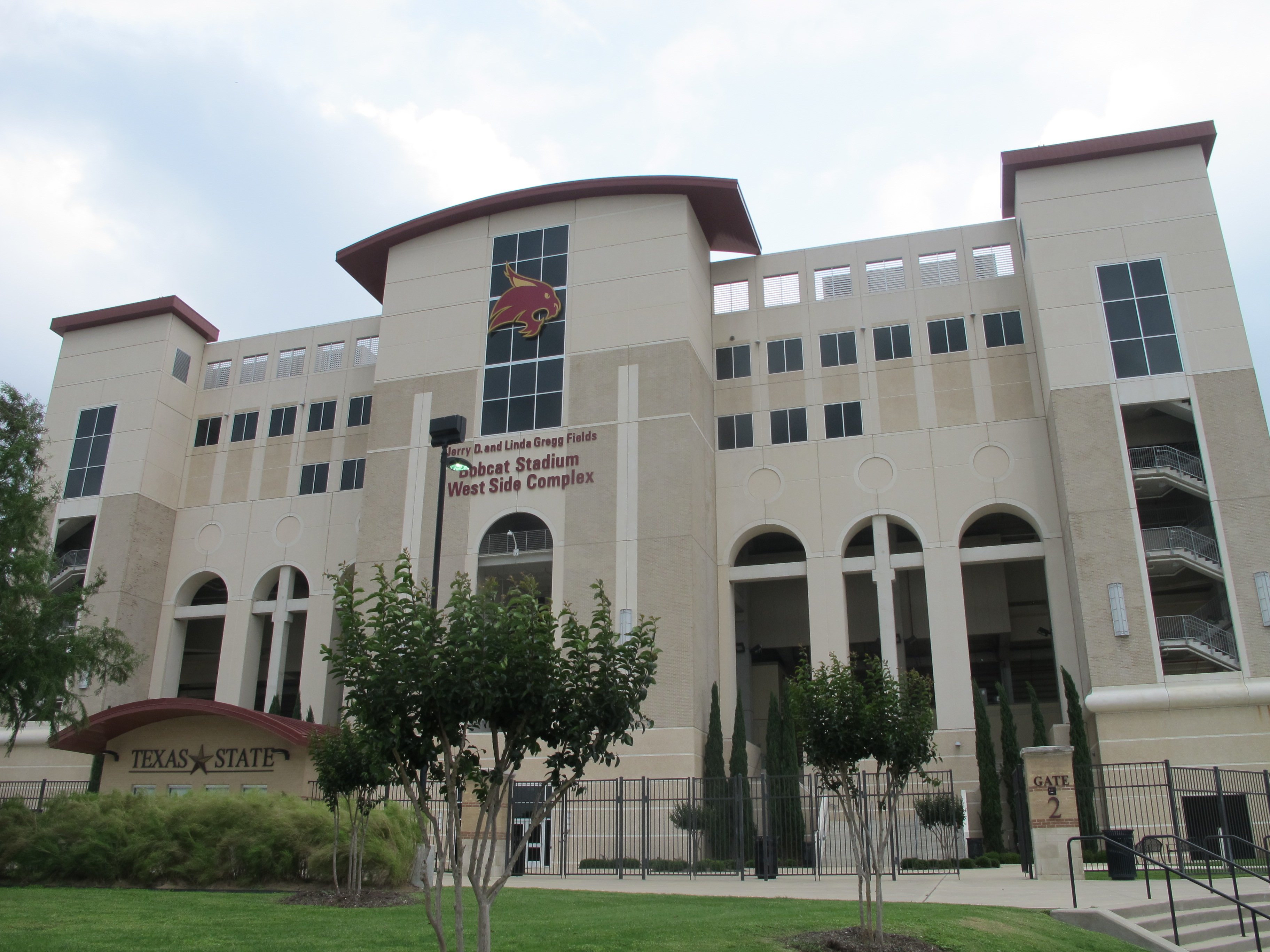
Fachada principal, 2016

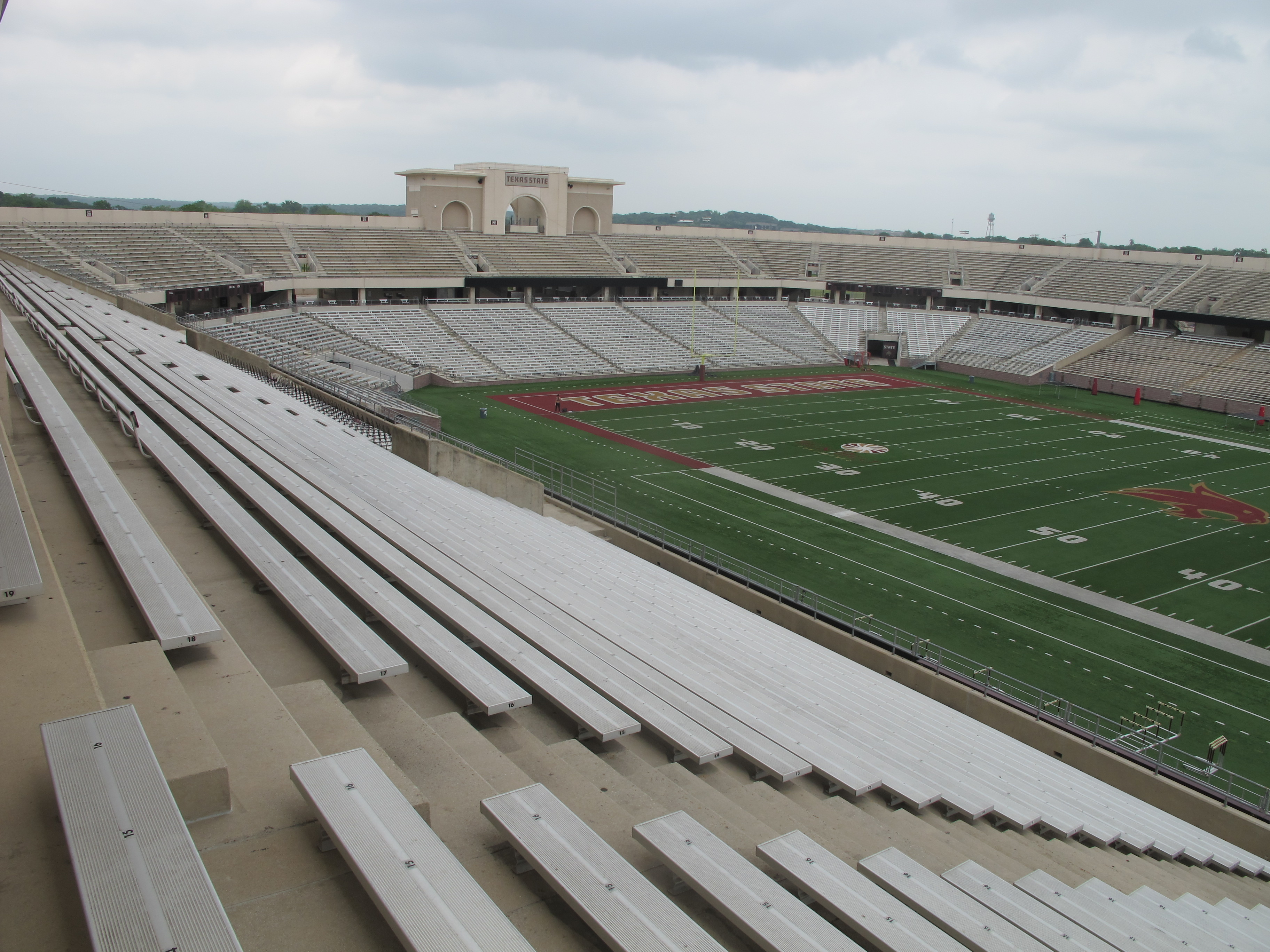
Vista interior, 2016

Durante sus 25 años de historia, Bobcat Stadium ha sido un centro de usos múltiples. Ha sido la sede de los Olimpiadas Especiales de Texas y sitio de escenas de la película, The Ringer y el exitoso programa de NBC TV Friday Night Lights.

## Récords de asistencia
| Fecha          | Rival            | Asistencia |
| -------------- | ---------------- | ---------- |
| Sept. 24, 2016 | Houston          | 33 133     |
| Sept. 8, 2012  | Texas Tech       | 33 006     |
| Sept. 13, 2014 | Navy             | 32 007     |
| Sept. 19, 2015 | Southern Miss    | 27 252     |
| Sept. 13, 2015 | Prairie View A&M | 24 561     |
| Oct. 1, 2016   | Incarnate Word   | 22 845     |
| Sept. 28, 2013 | Wyoming          | 22 015     |
| Oct. 4, 2014   | Idaho            | 21 345     |
| Sept. 7, 2013  | Prairie View A&M | 20 136     |
| Oct. 14, 2014  | UL Lafayette     | 18 509     |